# Namib-Rennmaus
Die Namib-Rennmaus (Gerbilliscus validus) ist ein östlich und südlich des Kongobeckens in Afrika verbreitetes Nagetier in der Gattung der Nacktsohlen-Rennmäuse. Das Typusexemplar stammt aus dem Landkreis Ambaca in Angola. Die Art ist nah mit Kemps Nacktsohlenrennmaus (Gerbilliscus kempi) und der Weißbauch-Nacktsohlenrennmaus (Gerbilliscus leucogaster) verwandt.

## Merkmale
Diese große Rennmaus erreicht eine Kopf-Rumpf-Länge von 135 bis 195 mm, eine Schwanzlänge von 115 bis 186 mm und ein Gewicht von 90 bis 160 g. Die Länge der Hinterfüße beträgt 30 bis 39 mm und die Ohren sind 17 bis 29 mm lang. Allgemein sind Weibchen etwas kleiner als Männchen. Typisch ist dunkelbraunes Fell auf der Oberseite und eine deutliche Grenze zur weißen Unterseite. Der Schwanz ist verglichen mit anderen Gattungsvertretern kurz und es fehlt eine Quaste an der Spitze. Die sechs oder acht Zitzen der Weibchen sind paarig angeordnet.

## Verbreitung
Das Verbreitungsgebiet reicht vom südlichen Sudan und westlichen Äthiopien über Uganda und die östliche Demokratische Republik Kongo nach Tansania, Sambia und Angola. Die Namib-Rennmaus fehlt im Kongobecken und sie erreicht im Süden möglicherweise angrenzende Staaten. Als Habitat dienen Savannen und Landwirtschaftsgebiete. Die Art wird häufig auf sandigen Grasflächen und in Flusssenken gefunden, deren Gewässer wenig Wasser führen.

## Lebensweise
Die Namib-Rennmaus ist wie andere Gattungsmitglieder nachtaktiv und bodenbewohnend. Sie legt komplexe unterirdische Baue an mit mehreren Eingängen, Tunneln und Kammern. Die tiefsten Teile liegen 45 bis 60 cm unter der Oberfläche. Zwischen den Eingängen werden Trampelpfade angelegt. Vermutlich besteht die Nahrung, wie bei weiter südlich verbreiteten Gattungsmitgliedern, aus Pflanzenteilen und Insekten. Soweit bekannt kommen bei Weibchen zwei Würfe pro Jahr vor mit 3 bis 4 Neugeborenen pro Wurf.

## Gefährdung
Für die Art sind keine Bedrohungen bekannt und sie hat eine weite Verbreitung. Die IUCN listet sie als nicht gefährdet (least concern).